# 스타크래프트
《스타크래프트》(영어: StarCraft)는 블리자드 엔터테인먼트에서 제작한 실시간 전략 게임이다. 1998년 3월 31일 북미와 중국에, 4월 9일에는 대한민국에 발매되었다. 게임의 배경은 26세기 초반의 미래의 우주로, 지구 집정 연합에게 버림받은 범죄자들의 테란(Terran)과 집단 의식을 가지고 다른 종족을 흡수해 자신들의 것으로 만드는 저그(Zerg), 초능력과 과학 기술이 고도로 발달한 외계 종족인 프로토스(Protoss) 사이의 전쟁을 다루고 있다. 후속작으로 스타크래프트: 리마스터와 스타크래프트 2가 있다.
《스타크래프트》와 그 확장팩인 《스타크래프트: 브루드 워》는 1998년 4월(브루드 워는 11월)부터 1999년 1월까지 두달 동안 전 세계에서 150만 장 이상 판매되어 그 해에 가장 많이 팔린 게임이 되었고, 2007년 5월 20일 기준으로 블리자드는 950만 장 이상이 팔렸다고 집계했으며, 2009년 2월 28일까지 1100만 장 이상이 팔린 것으로 집계되었다. 1998년 최고의 컴퓨터 전략 게임으로 오리진스 상을 받았고, 그 외에도 다수의 올해의 게임, 올해의 전략 게임, 올해의 멀티플레이어 게임 상을 받았다. 특히 대한민국에서는 2009년 1월 31일까지 세계 판매량의 대략 40%정도인 450만 장이 팔렸으며, 2000년부터 2011년까지 프로 선수와 팀이 생겨 스타크래프트 경기가 방송에도 중계되는 등 높은 인기와 영향력을 가지고 있었다.
대한민국에서 《스타크래프트》는 LG소프트를 통해 발매되었다. 한국어로 수정하지 않고 영문판 그대로 출시 하였음에도 불구하고 많은 인기를 끌었으나, 영문판을 그대로 발매함에 따라 블리자드 엔터테인먼트가 제공하는 온라인 게이밍 서비스인 배틀넷에서 한글 채팅이 불가능해지는 문제가 있었는데, 이로 인해 1999년부터는 한글이 지원되는 한스타와 같은 프로그램이 배포되어 널리 사용되었다. 이후 2005년 2월 스타크래프트의 버전이 1.12로 업그레이드 되면서 이 문제는 완전히 해결되었다. 이후 스타크래프트는 2009년 1월부터 1.16.1 버전을 유지하였다.
그러나 8년이 지난 2017년 3월 26일 오후 2시부터 서울 삼성동 코엑스에서 열린 I <3 StarCraft(아이 러브 스타크래프트) 행사에서 1.17패치를 건너 뛴 1.18패치와 스타크래프트: 리마스터를 공개하였다. 이후 동월 3월 31일 1.18버전을 공개할 예정이었으나 안정성의 문제로 테스트 버전이 먼저 공개되었다. 그 이후 밸런스 문제와 그래픽 카드 호환성 문제로 인해 여러번 연기되었다가 종료되었다. 다음날 4월 19일 새벽부터 정식으로 1.18 패치가 배포되어 전세계 서버가 오픈되었고, 기존 스타크래프트 엔솔로지는 무료로 받을 수 있게 된다. 상당한 버그와 화질 개선이 이루어졌고 현재 OS 에 맞춘 환경이 지원하는 패치가 이루어졌다.

## 게임플레이
《스타크래프트》의 기본적인 게임 전개는 플레이어가 자원을 모아 건물을 짓고 테크 트리를 발전시키며 유닛을 생산해 상대방과의 전투에서 승리하는 것이다. 게임에 등장하는 자원에는 모든 종류의 생산 활동에 필수인 '광물'과, 고급 유닛이나 건물의 생산, 각종 업그레이드 연구 등에 사용되는 '베스핀 가스'가 있다. 자원은 종족 별로 존재하는 일꾼 유닛(테란의 ‘SCV’, 프로토스의 ‘프로브’, 저그의 ‘드론’)을 통해 채취할 수 있다. 베스핀 가스는 베스핀 간헐천 위에 가스 채집을 위한 건물을 건설해야 채취할 수 있다. 한 번씩 채취할 때 마다 8의 수치가 축적된다.
게임에는 유닛의 생산을 한정 짓는 한계 수치가 존재한다. 이 한계 수치는 테란의 ‘서플라이 디포’와, 프로토스의 ‘파일런’과 같은 지원 관장 건물을 건설해서 늘릴 수 있다. 저그의 경우 지원용 건물이 아니라 수송 유닛인 ‘오버로드’를 통해 한계 수치를 늘린다. 기본적으로 최대 유닛 단위는 종족 당 200으로 한정되어 있다. 프로토스는 다크 아칸을 사용할 경우 200을 넘길 수는 있지만 그럴 일은 딱히 없다. 어차피 다크 아칸 자체를 잘 사용하는 일이 없기 때문이다. 프로토스의 스카웃만큼 버림받은 유닛이다.
상대와의 전투에서 승리하려면 다양한 전략을 수립해야 하고, 적의 전략에 효과적으로 대응하려면 각종 업그레이드와 기지 확장을 통한 효율적인 자원 관리가 필요하다. 또한 종족별로 저마다의 특징이 있어 그것이 전략 수립에 영향을 미치기도 한다.(서로의 움직임을 관찰하고 자신의 움직임에 속임수를 넣는 심리전도 중요하다)

### 달라진 점
스타크래프트는 블리자드의 또 다른 게임인 '워크래프트 II: 어둠의 물결'에 비해서 많은 부분이 향상되었다. 워크래프트에서의 종족들은 특수능력과 업그레이드에서 약간의 차이를 보였을 뿐 거의 성격이 같았다. 스타크래프트에서는 이를 해소하기 위해 워 윈드에서 사용된 각 종족의 불균형을 해결하는 방식을 사용해 워크래프트보다 향상된 완성도를 가지게 되었다. 이에 따라 세 종족은 저마다의 개성적인 일면을 가진다.
처음 발매될 당시에는 세 종족 간에 약간의 불균형이 있었지만, 확장 팩과 약 스무 번에 걸친 패치로 지금은 종족 간 균형이 비교적 잘 맞추어져 있다. 블리자드에서 1998년에 출시한 스타크래프트의 확장 팩인 스타크래프트: 브루드워에서는 본편과 이어지는 캠페인과 함께 종족 별로 새로운 유닛들과 업그레이드들이 추가되었다.

### 종족의 특성
스타크래프트에는 테란, 저그, 프로토스 세 종족이 있다. 이 세 종족은 각자 특유한 장점과 단점이 존재한다.
유닛의 생김새만 다르고 큰 특징이 잘 드러나지 않던 타 전략시뮬레이션에 비해 인구수 관리, 건설, 유닛 생산 등의 기본 시스템부터 각 종족의 개성이 확연히 드러난다는 점이 인기 요인이 되기도 했다.
게임플레이 시 운영 스타일에도 차이가 있는데, 테란은 수비 위주의 정면 싸움 중심, 저그는 게릴라 위주의 속도전 중심, 프로토스는 양쪽 특성을 포괄하는 스타일을 가지고 있다.

#### 테란(Terran)
테란은 인류를 바탕으로 하고 있는 종족이다. 원래는 개발 중이었던 게임 산산조각난 국가(Shattered Nations)에 등장하려고 했으나 무기한 연기로 인하여 취소되어 이곳에서 테란이라는 종족으로 등장했다. 스토리에 의하면 서기 24세기 지구의 인구가 급격히 늘어나 범죄자가 늘어나서 멸망할 지경에 지구는 강대국연합연맹(UPL)을 중심으로 뭉친다. 그들은 한 프로젝트를 계획하는데, 사형할 범죄자나 반정부인사, 복제인간 등을 4대의 우주선에 태워 지구에서 내보내는 것이였다. 이 중 세이렌고 호는 파괴되어 탑승자 전원이 사망했고, 남은 3대가 코프룰루 구역에 정착한 것이 테란의 시작이다. 건물은 건설 가능한 땅이 있으면 지을 수 있으며, 대다수는 공중에 띄울 수도 있다. 다만 피해를 많이 입어 체력 게이지가 붉은색이 되었을 때에는 공격이 없어도 계속 손상되어 결국엔 파괴되기 때문에 재빨리 SCV으로 수리해야 한다. 이 때문에 저그의 디파일러가 사용하는 기술 '플레이그'에 약하다. 저그만큼은 아니지만 테란도 배틀크루저, 사이언스 베슬, 발키리를 빼면 유닛의 하나하나는 비교적 약한 편이고, 대부분 이동 속도가 느린 편이다. 크게 마린, 메딕, 파이어뱃, 고스트등의 생체 유닛(일명 바이오닉 유닛을 가리킨다.)과 그보다 생산 시간이 길고 공격력이 강한 기계(일명 메카닉 유닛을 가리킨다.)유닛으로 나뉘며, 기계 유닛이 많이 모일수록 강력한 화력을 보유하게 된다. 대다수 유닛이 원거리 공격을 하기 때문에 컨트롤이 많이 필요하고, 따라서 손이 많이 가는 종족이다. 후반에 고스트와 배틀쿠르져 체제를 같이 쓰려면 과학 시설 건물을 두 개 지어야 한다는 단점이 있다. 고스트의 경우는 기계 유닛을 무력화시키는 락다운과 핵이란 무기를 통해 상대에게 타격을 줄 수도 있다. 다만 핵을 쏠려면 사이언스 퍼실리티에다 코버드 옵스를 에드온하고 커맨드 센터에다 뉴클리어 사일로를 건설하여서 핵을 생산해야 가능하다. 배틀크루저는 강력한 필살 마법 무기인 야마토 건도 가지고 있다. 테란의 건물과 유닛의 체력은 자동 회복이 불가능하지만 기계 유닛과 건물은 SCV의 수리로, 생체 유닛은 확장팩 추가 유닛인 메딕의 힐를 통해서 체력을 회복할 수 있다.
아비터의 '리콜' 기술이나 저그의 나이더스 커널 건물 같은 대규모 유닛을 순간적으로 이동·수송하는 방법이 테란에게는 없고, 지상방어의 측면에서는 저그의 성큰 클로니나 프로토스의 포토 캐논 같은 구조물과는
다르게 테란은 방어 유닛을 생산하여 배치해야만 공격이 가능한 건물 '벙커'를 이용해야 한다. 테란이 다른 종족에 비해 월등히 강하다는 소리가 많지만, 테란도 약점에 잘못 걸리면 지는 종족이 되는 사실을 모르기 때문이다. 그 일례로 테란은 세 종족 중 유닛과 건물의 체력이 가장 약한 종족이며 이를 보완하기 위한 보조, 회복, 건물 수리 및 방해 스킬도 존재한다. 메딕의 경우에는 레스토레이션 외에 상대 유닛의 시야를 차단하고 디택터를 제거하는 옵티컬 플레어도 존재한다.

#### 저그(Zerg)
에일리언을 연상시키는 우주 괴물인 저그는 당시로서는 매우 혁신적인 개념을 포함하고 있다. 설정에 의하면 프로토스의 창조주 젤나가가 프로토스의 실패를 바탕으로 창조한 종족이 저그이고, 개체 하나하나가 자아를 가지고 있는 프로토스와는 반대로 저그는 단 하나의 자아 의식을 가진 초월체(Overmind)를 중심으로 수많은 개체가 군단을 구성한다. 저그가 특정 지역에 정착하면 '점막'(크립)이라고 불리는 생체 물질이 주위 지면을 뒤덮는다. 저그는 이 크립 위에만 건물을 지을 수 있다. 또한 다른 종족은 그 위에 건물을 지을 수 없다. 점막은 해처리와 같은 중앙 건물에 의해 최초 생성되고 점막 군체로 확장된다. 자원 수집 역할과 라바를 만들어 내 유닛을 생산하도록 하는 해처리의 시스템은 당시로서는 혁신적이었다. 이것은 테란의 배럭스과 프로토스의 게이트 웨이 같은 유닛 생산 건물이 따로 필요하다는 점과 매우 대조적이며, 저그는 다른 종족보다 더 속도감 있게 게임이 진행되는 특징을 가지고 있다. 또한 처음에 오버로드라는 공중 유닛이 주어지기 때문에 초반 정찰에 유용하다. 또한 테란 건설로봇의 건물 건설과 프로토스 프로브의 건물 워프와 달리 저그의 일꾼 유닛인 드론은 자신이 건물로 직접 변태한다. 결국 건물 건설을 위해서는 드론 하나를 희생할 수 밖에 없다. 유닛 하나하나가 적은 체력을 가지고 있는데다 약해서 쉽게 죽지만, 가격이 저렴하고, 생산시간이 짧아 빠르게 충족할 수 있다. 또한 대부분 이동속도가 매우 빨라 기동성의 측면에서 타 종족에 우위를 점할 수 있고, 시간이 지나면 체력이 자동으로 회복이 되는 특징도 있으나, 그 속도가 매우 느리다. 타 종족은 건물로 인구수를 충족시키는 반면 저그는 유닛인 오버로드가 그 역할을 하기 때문에 공격을 받아 죽는 경우에 인구수에 차질이 생긴다. 또한 타 종족에 비해 저그는 울트라리스크와 디바우러를 빼곤 나머지 유닛들은 생존력이 매우 낮아 타 종족의 유닛들에 비해 쉽게 죽는다는 단점도 존재한다. 테란의 전투순양함이나 프로토스의 우주모함만큼 막강한 유닛은 없지만 대신 유닛의 필요 인구수 수치가 낮아 개체수를 타 종족보다 가장 많이 운용할 수 있고, 테란과 프로토스에는 없는 0.5 짜리 인구수 유닛(스커지, 저글링)도 저그에만 존재한다. 저그는 엄청난 물량으로 상대를 이기는 종족이다.

#### 프로토스(Protoss)
소수 정예를 지향하는 외계종족 프로토스 역시 매우 독특한 특징을 가지고 있다. 설정에 의하면 젤나가가 아이어에서 살고 있는 종족에서 '최초의 가능성'을 보았고, 이들에게 젤나가의 모든 것을 부여하여 탄생한 종족이 회복 기사, 암흑 기사이다. 암흑 기사는 체력도 회복 가능하다. (하지만 프로토스 종족들은 머리가 비상하며, 계속해 거듭하는 진화를 통해 자신들의 창조주인 젤나가의 존재까지 의심하기 시작했고, 그로인해 젤나가가 이 종족을 버렸다는 시나리오이다.) 유닛의 기본능력(공격력, 방어력, 체력)이 매우 뛰어나서 강력한 편이지만, 생산 시간이 길고 가격이 비싸며 타 종족들보다 유지비가 많이 든다는 단점이 존재한다. 기동성은 여러 가지 이동 속도 업그레이드를 통해 극복이 가능하다.

### 유닛 크기와 피해 형태
유닛 크기(Unit Size)와 피해 형태(Damage Type)는 서로 다른 유닛간의 강하고 약한 상성 관계를 설계하는 데 사용된 모델이다.
스타크래프트에 존재하는 모든 유닛은 대형, 소형, 중형 중 하나로 구분된다. 이들 구분은 유닛이 어떤 피해 형태를 가진 공격에 강한 내성을 가지고 있느냐를 결정한다. 일반형 공격은 크기에 관계없이 모든 유닛에게 100% 피해를 준다. 진동형 공격은 소형 유닛에게 100%의 피해를, 중형 유닛에게 50%의 피해만을, 대형 유닛에게 25%의 피해만을 준다. 폭발형 공격은 소형 유닛에게 50%의 피해만을, 중형 유닛에게 75%의 피해만을, 대형 유닛에게 100%의 피해를 준다.

### 2가지 자원
스타크래프트에서는 광물(Minerals)과 베스핀 가스(Vespene Gas)라는 두 가지 형태의 자원을 지원함으로써 플레이어가 더욱 전략적인 선택을 할 수가 있게 되었다. 광물에 비해 베스핀 가스는 희소성도 있고, 노동력을 아무리 많이 투입해도 생산량이 증가하지 않는다.
보통 광물은 7~10 덩어리가 주어진다. 광물 하나를 채취하면 8씩 늘어난다. 여러 일꾼 유닛이 하나의 광물을 동시에 채취할 수는 없다. 대신에 자원 채취가 끝나면 다른 일꾼이 바로 달라붙어 자원을 캐므로 일꾼이 많을수록 자원채취의 공백이 안 생기므로 짧은 시간동안 많은 자원을 충족할 수 있다는 장점이 있다. 하지만 한 덩어리당 2.5기의 일꾼이 가장 적당하다고 한다. 그러니 너무 많으면 효율성도 떨어진다. 베스핀 가스와 마찬가지로 광물도 한계 지점이 있지만, 베스핀 가스가 자원 기지 당 1개소에서만 캘 수 있는 것에 비해서 여러 덩어리이기 때문에 일반적으로 광물을 모으는 일꾼 유닛이 많아질수록 단위시간당 채취 자원량이 증가하는 것으로 볼 수 있다.
이와는 반대로 또 다른 자원인 베스핀 가스의 경우, 일반적으로 하나의 베스핀 가스 채취구에는 일꾼 유닛을 한번에 3기 까지(특정 방향은 4기) 배치하는 것이 가장 채취량이 많다고 알려져 있다. 그 이상 일꾼 유닛을 투입해도 채취량은 올라가지 않게끔 되어 있기 때문에 베스핀 가스의 단위 시간당 채취량은 항상 일정하다. 게다가 베스핀 가스는 무한한 양을 채취할 수 있으나, 일정 정도 수집 후에는 채취 가능한 양이 8에서 2로 줄어든다.
이러한 특성으로 인해 베스핀 가스는 광물에 비해 항상 부족하다. 때문에 베스핀 가스의 채취량을 늘리려면 베스핀 가스 채취구가 있는 자원 기지를 추가로 확보해야 한다. 더욱이 게임에 등장하는 강력한 고급 유닛들은 대부분 많은 베스핀 가스를 필요로 한다.

## 멀티플레이어
《스타크래프트》는 블리자드 엔터테인먼트가 제공하는 온라인 게이밍 서비스인 배틀넷을 통해 멀티플레이어 게임을 할 수 있다. 한 게임에서 최대 여덟 명이 동시에 플레이할 수 있고, 사람 대신 컴퓨터 플레이어를 인원에 포함시킬 수도 있다. 플레이어 간에 동맹을 맺어 협동 플레이도 가능하며, 한 쪽의 숫자가 부족한 핸디캡 경기를 가질 수도 있다. 배틀넷에서 유즈 맵 세팅을 제외한 모든 게임은 조기에 게임이 종료되는 경우를 제외하면 승/패가 기록으로서 남게 되는데, 간혹 네트워크 연결상의 문제로 게임이 종료되면 DISC(Disconnected)로 표시될 수 있다.
《스타크래프트》 역시 배틀넷 상에서 편법적인 플레이를 가능하게 하는 해킹 프로그램이 존재하는데, 블리자드는 이런 프로그램을 사용하는 플레이어를 발견하면 자사의 모든 배틀넷 망으로부터 그들의 접근을 차단한다.

### 래더 랭킹 시스템
밀리 (melee) 게임은 랭킹에 기록되는 게임으로, 인증 받은 전용 맵에서만 플레이할 수 있다. 공정한 게임을 위해 해킹 방지 프로그램이 실행되고, 게임이 별개의 서버에서 벌어지기도 한다. '무한 맵' 등 인증되지 않은 맵으로는 밀리 게임을 할 수 없다. 사용자들의 실력을 고려하여 공정하고 편리하게 게임을 즐길 수 있게 하는 점에서 큰 기대를 모았다. 스타크래프트 밀리 랭킹 시스템은 발매 초기 많은 사람들이 이용하였으며 밀리 랭킹 시스템을 이용한 대회 진행도 이루어졌다. 그러나 2004년 1월에 래더 (ladder) 랭킹 시스템을 폐지하였다. 2017년 8월 15일에 출시 된 스타크래프트 리마스터에서 새로워진 래더 랭킹 시스템이 개선되었고, 전국 PC방의 순위도 기록하게 되는 전용 래더 랭킹 시스템이 추가되었다. 1.19패치에서도 적용되었다.

### 서버
스타크래프트 멀티플레이어 시스템을 배틀넷이라고 하며 배틀넷 서버는 공식적으로 Asia, US East, US West, Europe 4개 서버가 있었다. 그러나 대한민국의 경우 사설서버인 Fish 서버와 Brain 서버가 있다. 사용자는 사설 서버를 이용하기 위해 레지스트리 설정을 수정해서 서버에 접속할 수 있다. 이후 스타크래프트 1.18 패치가 이루어지면서 사설 서버였던 피쉬 서버가 레지스트리 설정 없이 자동으로 등록되었다. 1.19패치 이후로 아시아 서버의 분리작업이 이루어져 대한민국 플레이어를 위한 Korea 서버와 일본/중국/대만 등 기타 아시아 국가를 위한 Asia 서버로 분리되었다. 따라서 2017년에 이르러 접속 가능한 배틀넷 서버는 U.S. West, U.S. East, Europe, Korea, Asia, Fish (Korea) 6개 서버가 있다. 그러나 피쉬커뮤니케이션측은 10월 1일부터 서비스 종료되어 서버 목록에서 삭제되었다.
(여담으로 한국서버의 난이도는 블리자드 자체에서 인정했다. 설명에도 고수들의 전장이라는 문구가 쓰여있다.)

## 스타에디터
스타크래프트 에디터는 다양한 종류가 있다. 기본적으로는 게임 내 탑재된 스타크래프트 캠페인 에디터(Campagin Editor)가 있다. 많은 초보 맵 개발자가 사용하지만 기능의 한계를 문제로 이 에디터를 사용하지 않는다. 보통은 세디터(SSEditor), 스타포지(Star Forge) 등의 고급에디터를 많이 사용한다.
리마스터 발매 이후 역언덕, 넓은 언덕 등이 기본 에디터에 내장되었고, 여러 기능의 추가로 고급에디터를 굳이 설치하지 않고도 어느 정도 쓸만한 수준으로 기본 에디터가 발전했지만 시간이 지나 기본 에디터가 삭제되었다.

## 사용자 제작 지도
스타에디트(StarEdit)라는 스타크래프트와 같이 설치되는 맵을 만들거나 편집할 수 있는 도구로 트리거(Trigger)라는 개념을 통해 특정한 논리를 사용자 맵 내에 삽입시킬 수 있게 되었다.
이로 인해, 스타크래프트의 멀티플레이 네트워크의 명칭인 배틀넷에서는 본래의 스타크래프트 게임과는 관계 없는 '유즈 맵 세팅(Use Map Settings)'이라는 별개의 게임이 성행한다. 이들 게임은 유닛의 이름, 속도, 공격력, 방어력, 체력, 생산비용, 생산시간, 업그레이드 시간, 보유 에너지량 등을 변경할 수 있다.

## 영향

### 대한민국에서의 성공과 영향
《스타크래프트》는 1998년 출시된 오래된 게임이지만, 2016년까지 대한민국에서는 많은 사람들이 즐기는 게임의 하나로 꼽혔다. 또한 《스타크래프트》는 대한민국에 PC방을 퍼뜨리는 데 결정적인 역할을 했다.

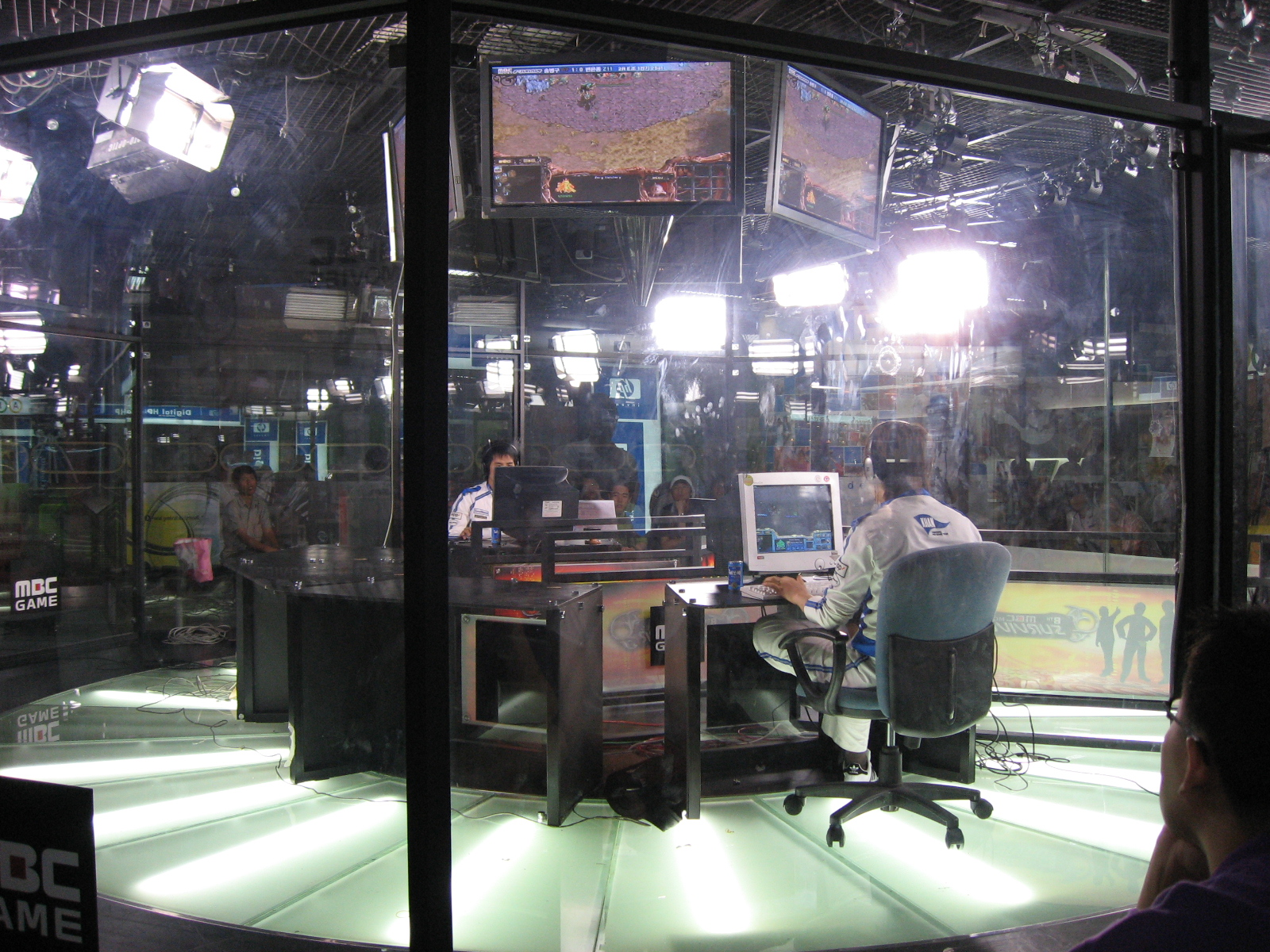
프로게이머들이 경기하는 모습이 MBC 게임을 통해 중계되고 있다.

1998년 7월에는 대한민국 최초의 프로 스타크래프트 리그인 KPGL이 개최되었으며, 1999년 4월 KPGL과 PKO의 양대 리그가 성립되었다. 이를 계기로 프로게이머라는 직업이 본격적으로 활성화하였다. 이를 계승한 온게임넷과 MBC 게임은 2011년까지 스타크래프트 프로리그의 명맥을 이어나갔다.
2002년부터는 스타리그의 프로게이머 중에서는 연봉이 2억이 넘는 선수가 최초로 생겼고, 기업들의 광고와 후원도 많아졌다.
2004년 7월 SKY 프로 리그 2004 결승전에서는 10만 명의 관중이 모여 그 인기를 증명하기도 했다.
2000년대 초반에는 수많은 RTS 게임들이 스타크래프트를 누르기 위해 도전했으나 그 벽을 넘지 못하고 실패를 기록했다.

### 다른 매체
《스타크래프트》는 그 설정과 줄거리, 인물 등을 활용한 공식 소설과 전자책으로도 출판되었다.
- 스타크래프트: 업 라이징 (2000년) ISBN 00005AS12 (전자책으로만 출시)
- 스타크래프트: 리버티스 크루세이드 (2001년) ISBN 0-671-04148-7
  - 소설 스타크래프트 1 : 자유의 십자군 (2002년) ISBN 89-8273-393-0
- 스타크래프트: 젤'나가의 그림자 (2001년) ISBN 0-671-04149-5
  - 소설 스타크래프트 2 : 젤'나가의 그림자 (2003년) ISBN 89-8273-394-9
- 스타크래프트: 어둠의 속도 (2002년) ISBN 0-671-04150-9
- 스타크래프트: 칼의 여왕 (2006년 6월) ISBN 0-7434-7133-4
- 스타크래프트 고스트: 노바 (2006년 12월) ISBN 0-7434-7134-2
- 스타크래프트 II: 천국의 악마들
- 스타크래프트 에쒸비 (2005~2009) 오현석

또한 만화가 김성모가 스타크래프트라는 작품을 발표하기도 하였고, 이 작품으로 인해 인터넷에서 드라군 놀이가 유행하였다. 2000년 경에는 신해철, 허니패밀리, 남궁연 등이 참여해서 스타크래프트를 주제로 한 옴니버스 음반이 나오기도 하였다. 게다가 스프라이트를 이용하여 블리자드 엔터테인먼트로부터 공인받아 제작한 E스포츠 만화《스타크래프트 에쒸비》를 출판하기도 하였다.
- 스타크래프트 마지막 이야기 (2018)

게다가 과거에는 스타크래프트를 소재로 한 상품으로 출시된 적이 있었다.
- 《스타크래프트 음료》(제일제당) - 스티커가 동봉된 제품뿐만 아니라 캔라벨에 보면 유닛 정보가 쓰여있다.
- 《스타크 빵》(기린식품) - 스티커가 들어있는 제품으로 알려져있다.
- 《스타크래프트》(오리온) - 뿐만 아니라 치토스, 엑서스, 썬칩, 트라가트라가 에서도 스타크래프트를 소재로된 따조와 열쇠고리 형태의 텍도 들어있었다.[41]
- 《스타크래프트 신발》(아티스) - 신발문양에 히드라리스크가 쓰여져 있으며, 실제 TVCF로 방송하였다.
- 《스타크래프트 프라모델》(아카데미과학) - 종류별로는 히드라리스크와 마린으로 구성되어 있으며, 유일하게 블리자드로부터 라이센스 받은 상품이다. 또한 임요환선수의 동영상 강의를 담은 X-FILE CD가 동봉되기도 하였다.

## 후속 작품

### 스타크래프트: 브루드 워
《스타크래프트: 종족 전쟁》은 1998년에 블리자드 엔터테인먼트에 의해 발표된 스타크래프트의 확장팩이다. 이 확장 팩에서는 새로운 캠페인과 각각의 종족에 대해 두 개의 유닛, 새 음악, 새 특수능력과 기술이 추가되었다. 캠페인은 원래 스타크래프트의 이야기, 즉 초월체가 프로토스의 태사다르에 의해 파괴당하고, 프로토스는 저그의 공격을 피해 아이어를 떠나는 이야기를 이어나간다.

### 닌텐도 64판
2000년 6월 16일, 블리자드 엔터테인먼트와 매스 미디어가 《스타크래프트》를 닌텐도 64로 이식한 《스타크래프트 64》를 공동 개발해 닌텐도를 통해 출시되었다. 이 게임은 PC용 원작과 그 확장 팩인 〈브루드워〉의 모든 맵을 담았고, 이 게임에서만 가능한 미션과 튜토리얼, 숨겨진 미션인 'Resurrection IV'도 추가되었다. 또한 온라인 멀티 플레이어 게임을 지원하지 않는 대신, 화면 분할 방식의 멀티 플레이어 기능이 포함되었다. 추가적으로, 온라인 멀티플레이 기능을 본판보다 줄였고 미션 브리핑과 컷씬도 줄였다. Resurrection IV은 저그에게 납치되었던 지구에서 온 인물 알렉세이 스투코프를 짐 레이너가 구출하는 내용을 담고 있다. 브루드 워 미션을 실행하기 위해서는 닌텐도 64 익스팬션 팩을 필요로 한다. 본래에는 플레이스테이션으로 개발할 예정이였으나 대신 닌텐도 64로 개발되었다.
닌텐도 64판은 컨트롤러 중앙에 있는 아날로그 스틱을 이용해서 커서를 조작하는데, 이 방식이 마우스에 비해 불편했고, 온라인 기능이 없다는 점 때문에 PC판보다 좋은 평가를 받지 못했다.

### 스타크래프트: 고스트
《스타크래프트: 고스트》(영어: StarCraft: Ghost)는 블리자드 엔터테인먼트가 개발하였던 1인칭 슈팅 게임으로, 스타크래프트의 설정을 기반으로 한다. 블리자드는 이 게임을 2002년에 발표했지만, 2006년 3월 24일 게임의 개발을 “무기한 연기”한다고 발표했다. 그리고 곧 블리자드는 개발 중인 게임 목록에서 이 게임을 지웠고, 웹페이지도 삭제했다. 주인공으로 설정된 여성 유령요원 노바는 스타크래프트 II: 자유의 날개에서 나온다.

### 스타크래프트 II
《스타크래프트 II》는 블리자드 엔터테인먼트가 공식적인 스타크래프트의 후속작으로 개발한 PC 게임으로, 2007년 5월 19일 서울에서 개최된 2007 블리자드 월드와이드 인비테이셔널(WWI; World Wide Invitational)에서 스타크래프트2 중 프로토스가 공개되었다. 마침내 2010년 7월 27일 정식 출시가 되었고 대한민국에서는 2010년 9월 18일을 기준으로 오픈베타가 끝나고, 정식으로 출시되었다. 2013년 3월 12일 확장팩인 군단의 심장이 출시되고, 2015년 11월 10일 두 번째이자 마지막 확장팩인 공허의 유산이 출시되었다. 이후 DLC로 노바의 비밀작전이 출시되었다.

### 스타크래프트: 리마스터
《스타크래프트: 리마스터》(영어: StarCraft: Remastered)는 블리자드 엔터테인먼트가 1년 6개월 동안의 비밀 리마스터 작업 끝에 2017년 3월 26일 서울 코엑스에서 열린 아이 러브 스타크래프트 행사에서 중대 발표를 통해 세계최초로 공개되었다. 기존작과 달리 SD 스프라이트가 HD 스프라이트로 전환하게 되었고, 16:9 HD와 4K UHD까지 지원한다. 한국어를 포함한 13개국 언어를 지원하고 클래식 베틀넷 계정과 현재의 베틀넷 계정까지 연동이 가능하다. 기존 스타크래프트 엔솔로지는 무료로 배포되며, 리마스터 업그레이드판은 유료로 2017년 8월 15일에 출시되었다.

## 수상
다음은 《스타크래프트》가 세계 게임 매체들로부터 상을 받고 평가받은 내역이다. 대표적인 수상 실적만 표기하였으며 전체 수상 내역은 블리자드 엔터테인먼트의 수상 목록 페이지에 정리되어 있다.
- 역사상 최고의 게임 100선 중 7위 - 2005년 IGN (콘솔 게임을 포함한 결과로, PC 게임만 보면 3위를 기록했다.)[49]
- 역사상 최고의 게임 100선 중 7위 - 2003년 IGN[50]
- 모든 실시간 전략 게임의 표준 - 게임스팟 제공: 역대 최고의 게임들[51]
- 1998년 가장 많이 팔린 게임 - PC데이터[2]

## 기타
- 스타크래프트가 1.12 버전으로 패치된 이후 자체적으로 게임 내에서 한글을 지원하기 시작했다. 종전까지는 배틀넷에서만 한글을 사용할 수 있었고 그 외의 화면에서는 한글을 사용하면 서유럽 문자의 이상한 배열로 바뀌는 현상이 있었다. 또, 한글을 자체적으로 지원하지 않았을 때에는 ‘한스타’라는 프로그램이 인기를 끌었다. 한스타는 스타크래프트에서 한글을 표시할 수 있게 해 주고 유닛의 이름이나 메시지 등을 모두 한국어로 번역해 출력하는 프로그램이다.
- 스타크래프트는 몇 가지 버그가 있었지만 일부 수정되었다. 2009년부터 8년간 1.16.1 버전을 유지하였으며,[52] 2017년 4월부터 현재 환경에 맞춰진 1.18 패치가 이루어졌다.
- 스타크래프트는 클래식 배틀넷 게임으로서 계정을 무한정 생성 가능하였지만 일정기간 사용하지 않으면 자동 삭제되었다. 그러나 1.19 패치 이후부터, 멀티플레이어에 접속하기 위해서는 반드시 블리자드 계정이 필요하며, 각 서버당 3개의 배틀넷 계정만을 생성하도록 변경되었다.[53]

## 평가
| 통합 점수      | 통합 점수                              |
| 통합사         | 점수                                   |
| -------------- | -------------------------------------- |
| 게임랭킹스     | 93% (PC & Mac) 77% (Nintendo 64)       |
| 메타크리틱     | 88/100 (PC & Mac) 80/100 (Nintendo 64) |
| 평론 점수      |                                        |
| 평론사         | 점수                                   |
| 올게임         | (PC & Mac)                             |
| 게임 레볼루션  | B (PC & Mac)                           |
| 게임프로       | 4.5/5 (PC & Mac) 4.5/5 (Nintendo 64)   |
| 게임스팟       | 9.1/10 (PC & Mac) 8.4/10 (Nintendo 64) |
| IGN            | 9.5/10 (PC & Mac) 7.7/10 (Nintendo 64) |
| PC 게이머 (UK) | 92% (PC & Mac)                         |
| PC 존          | 8.8/10 (PC & Mac)                      |

| 수상                  | 수상                           |
| 평론사                | 수상                           |
| --------------------- | ------------------------------ |
| GameSpot              | Greatest Games of All Time     |
| AIAS                  | Game of the Year               |
| Computer Gaming World | Game of the Year               |
| PC PowerPlay          | Game of the Year –             |
| PC Gamer              | RTS Game of the Year           |
| Games Domain          | Strategy Game of the Year      |
| Game Informer         | 35th Greatest Game of All Time |

## 블리자드의 저작권 논란
대한민국 내에서 열리는 스타크래프트 관련 경기 대회는 다른 국가에서는 블리자드가 직접 대회를 주관한 것과는 달리 대한민국 e-스포츠협회에서 주관한 것으로, 블리자드는 이것을 문제삼아 e-스포츠협회와 대회 중계방송사에 지적재산권 보상을 요구해왔으나 e-스포츠협회와 대회 중계방송사 측은 거절하였으며 대회 진행을 강행했다. 대한민국 문화체육관광부 측은 "다만 비영리 게임대회에 대해서는 지적저작권 보상을 요구할 수 없다"는 입장을 밝혔고 결국 블리자드는 2010년 10월 28일 서울지방법원에 MBC플러스미디어(MBC GAME)에 대한 손해배상소송을 제기했다. 이후 다음해에 블리자드가 소송을 취하하고, 라이선스 계약을 체결함으로써 저작권 논란은 일단락되었다. 이어 11월 3일에는 온미디어(현CJ E&M)(온게임넷)를 대상으로 저작권 침해에 관한 소송을 제기했다.

## 같이 보기
- ASL

- 블리자드 엔터테인먼트
- 스타크래프트: 브루드 워
- 스타크래프트: 리마스터
- 스타크래프트의 등장인물 목록
- 스타크래프트의 종족
- 스타크래프트2
- 스타에디트
- 스타크래프트 리그
- 온게임넷 스타리그
- MBC게임 스타리그
- 스타크래프트 프로리그
- 배틀넷
- e스포츠
- PC 게임
- 오버워치
- 하스스톤
- 와우

## 주해
1. ↑   1998년 4월 9일 대한민국에서 스타크래프트가 패키지 게임으로 발매되었을 때 동봉된 매뉴얼에는 유닛과 건물의 명칭이 한국어로 완역되었다. 하지만 이 명칭은 실제 사용자와 대한민국 스타크래프트 리그에서 받아들여지지 않았으며, 그동안 대한민국 스타크래프트 커뮤니티와 게임리그 산업은 다른 국가와 마찬가지로 현지 발음을 기준으로 유닛과 건물을 불렀다. 하지만 이것은 대한민국의 외래어 표기법과 전혀 일치하지 않았다.
이러한 상태에서 블리자드 엔터테인먼트가 자사 게임을 현지화할 때, 게임 세계 속의 일반 명사는 현지 언어로 완역하는 정책을 천명하였다. 이 정책에 따라 월드 오브 워크래프트는 현재 한국어로 완역되어 서비스하고 있으며, 스타크래프트의 후속작인 스타크래프트 II: 자유의 날개에서는 모든 유닛 및 건물 명칭(영웅, 일부 유닛 제외)을 모두 한국어 어휘로 번역했다. (예: 해처리 → 부화장, SCV → 건설로봇) 그리고 현 시점까지 출시한 스타크래프트 2의 정보를 살펴보면, 전작인 스타크래프트에 등장했던 유닛과 건물의 명칭에도 이 정책이 소급되고 있는 것을 알 수 있다.
하지만 스타크래프트 유닛과 건물 명칭은 오랫동안 현지 발음을 기준으로 한 명칭을 고수하고 있었기 때문에 혼란이 있다는 프로게임 산업의 지적이 있었으며“화려해진 3D 그래픽… ‘스타2’ 어떻게 달라졌나”., 이 건에 대하여 현재까지 블리자드 엔터테인먼트로의 공식 입장은 발표된 바 없다.
현재 이 문제가 해결되지 않은 상태에서, 읽는 이의 혼동을 피하기 위해 이 문서에서는 유닛과 건물의 명칭을 표기할 때 기본적으로 대한민국 스타크래프트 리그에서 사용되는 통칭명을 사용하고, 옆에 스타크래프트 사용자 설명서에 나온 이름과 한국어 뜻을 달아 놓았다.
2. ↑  게임 자체에는 아무런 수정이 가해지지 않았으나, 매뉴얼의 경우는 한국어 번역이 이루어졌다.
3. ↑  일반적으로 게임 중 경기자는 계속해서 일꾼 유닛을 생산하므로 결과적으로 단위시간당 채취량은 2차 함수의 모양이 된다. 즉, 경기자는 일꾼 유닛을 계속 생산하는 방법을 통해 광물의 단위시간당 채취량을 늘릴 수 있다.